# Теоктист Палестински
Свети Теоктист († 3. септембар 446, Јудејска пустиња, Израел) је палестински хришчански светитељ, пустињак, пореклом из Јерменије. 

## Биографија
Једног дана један усамљени младић закуцао је на порту манастира. Дошао је из јерменског града Хијерапоља и звао се Теоктист. Заволевши Бога свим срцем, побегао је из родитељске куће и у светој тишини манастира пожелео да се једном за свагда опрости са светом који је био пун прилика да се прекрши закон Божији. Игуман манастира је разумео младог Теоктиста и примио га међу монашко братство како би благочестивом младићу дао прилику да се чисто посвети служби Божијој.
Из Јерусалима, пун побожних помисли о дејствима Господњим, Теоктист је отишао у пустињу изнад Мртвог мора, где је била фаранска лавра, пуна разбацаних келија пустињака, са једном заједничком црквом за све. У овој пустињи боравио је у празној пећини, у околини светог Јевтимија Великог. Упознавши монаха Јевтимија, Теоктист је постао његов ученик, примио се од њега монашки постриг, и обојица су већ заједно упражњавали врлине.
Када је светом Теоктисту је било 84 године, Бог је најавио светом Јевтимије, да ће његов први ученик, Теоктист, прећи ће у вечну славу. Свети Јевтимије је тада похитао Теоктисту, који је издахнуо у рукама свог учитеља 3. септембра 446. године. Његовој сахрани присуствовао је и јерусалимски патријарх Анастасије.
Православна црква помиње светог Теоктиста 3(16.) септембра.